# Airalo
Airalo est une place de marché eSIM. Elle fournit aux voyageurs des eSIM pour plus de 200 pays et régions dans le monde, leur donnant un accès Internet instantané à l'étranger. Au 10 juillet 2025, l'application Airalo compte plus de 20 millions d'utilisateurs, et est disponible sur l'App Store et le Google Play Store en 53 langues,,,,

## Histoire
Airalo est une startup américaine fondée en 2019 par Abraham Burak et Bahadir Ozdemir,. Leur objectif est de permettre aux voyageurs d'accéder à une connectivité mondiale instantanée et abordable grâce à la technologie eSIM.
Abraham et Bahadir sont des entrepreneurs nomades numériques qui ont connu les limites de la connectivité de voyage de première main. La technologie eSIM présentait une opportunité de fournir une alternative plus abordable et plus accessible aux voyageurs. En 2019, Airalo a obtenu un financement d'amorçage de 1,9 million de dollars de Antler et du fonds d'amorçage indien Surge de Sequoia Capital.
En 2021, elle a obtenu un financement de série A de 5 millions de dollars,. Et en 2023, 60 millions de dollars dans le cadre d'un financement de série B. e& Capital, la branche de capital-risque d'e& (mieux connue sous le nom d'Etisalat, l'opérateur basé aux Émirats arabes unis), a mené le tour de table avec la participation du ‘generator’  de startups Antler Elevate, Liberty Global, Rakuten Capital, Singtel Innov8, Surge (le fonds de démarrage géré par Peak XV, anciennement connu sous le nom de Sequoia Capital India et SEA), Orange, T Capital (la branche de capital-risque de Deutsche Telecom), KPN Ventures, Telefónica Ventures et I2BF Global Ventures,,,,,,,.
En juillet 2025, Airalo a annoncé avoir finalisé avec succès un tour de financement de série C, levant 200 millions de dollars. L’opération a été menée par CVC Capital Partners, avec la participation des investisseurs existants Peak XV et Antler Elevate,,.